# J. Bradford DeLong
James Bradford DeLong, più conosciuto come Brad DeLong (Boston, 24 giugno 1960), è un economista statunitense, docente presso l'Università di Berkeley.

## Biografia
Nel 1987 ha conseguito il B.A. e il Ph.D. presso la Harvard University. Ha insegnato ad Harvard, alla Boston University, e al Massachusetts Institute of Technology. Professore di Economia e di Economia Politica presso l'Università della California - Berkeley, ha lavorato come Deputy Assistant Secretaryper il Dipartimento del Tesoro degli Stati Uniti, durante la presidenza Bill Clinton, sotto la direzione dell'economista Lawrence Summers. È anche Research Associate del National Bureau of Economic Research, e visiting scholar presso la Federal Reserve Bank of San Francisco.
Assieme a Joseph Stiglitz e Aaron Edlin, è curatore editoriale di The Economists' Voice, ed è stato tra i curatori del Journal of Economic Perspectives.  È anche autore di un libro di testo, Macroeconomics, la cui seconda edizione è stata scritta insieme a Martha Olney. Scrive un editoriale mensile per il Project Syndicate.
In qualità di funzionario del Dipartimento del Tesoro per l'amministrazione di Bill Clinton, lavorò al budget del 1993, sull'Uruguay Round del General Agreement on Tariffs and Trade, sul North American Free Trade Agreement, e sulla mai attuata riforma assistenziale promossa da Clinton, l’Health care reform effort.
DeLong è un prolifico blogger. Il suo blog principale è il Grasping Reality with Both Invisible Hands. Argomenti principali sono la politica, la tecnologia e l'economia, dove esprime critiche su come tali questioni vengono trattate sui mezzi di comunicazione di massa.
Il professore può essere considerato un liberale, e, secondo la moderna politica americana, un liberale e fautore del libero scambio. Ha citato Adam Smith, John Maynard Keynes, Lawrence Summers, Andrei Shleifer, e Milton Friedman, come gli economisti che hanno avuto la maggiore influenza sulla sua formazione.  Infatti, le sue dodici più importanti pubblicazioni sono state redatte assieme a Summers, mentre alcune delle migliori pubblicazioni di Summers sono redatte assieme a DeLong.
DeLong vive a Lafayette, in California, ed è sposato con Ann Marie Marciarille, AARP Health and Aging Policy Research Fellow presso la Pacific McGeorge Capital Center for Government Law and Policy.

### Orientamento politico
Il 5 marzo 2008, DeLong sostenne Barack Obama contro Hillary Clinton nel corso delle primarie del Partito Democratico.
È anche stato fortemente critico nei confronti dei suoi colleghi di Berkeley, John Yoo, professore di Legge che lavorò all'Office of Legal Counsel sotto la presidenza di George W. Bush. Yoo è famoso per aver scritto il libro Torture memos, che, di fatto, giustificava l'uso della tortura da parte dell'amministrazione Bush, durante la War on terror, facendo riferimento alla cosiddetta unitary executive theory, teoria secondo la quale, a causa dei poteri e delle responsabilità come comandante in campo, solo il Presidente degli Stati Uniti ha la possibilità di incarnare e interpretare la politica estera della nazione e la strategia della sicurezza nazionale. Il 17 febbraio 2009, DeLong scrisse una lettera al rettore della Berkeley Robert Birgeneau, contro la presa di posizione di Yoo, chiedendone l'estromissione dal ruolo di docente presso l'Università.
De Long ha un sito di commenti politici, il Brad DeLong's Egregious Moderation. Inoltre scrive per Shrillblog, un blog che raccoglie storie e articoli contro la fondamentale disonestà di coloro che difendono la politica conservatrice all'interno del Partito Repubblicano e della Presidenza di George W. Bush. Secondo quanto riportato da lui stesso, il blog è nato dopo una conversazione da lui avuta con Tyler Cowen e Andrew Northrup sull'uso del termine "shrill" come critica al collega economista Paul Krugman, opinionista del New York Times. In Italia molti suoi articoli sono stati pubblicati dal settimanale Internazionale.
Si è parlato di lui in ambito di studi economici, quando, ancora molto giovane, espose una critica alla teoria della convergenza di William Baumol. Questi in seguito riconobbe la non veridicità dei propri studi proprio per queste obiezioni.

## Pubblicazioni
Questa è un elenco delle più importanti pubblicazioni del professor Bradford DeLong, come risulta da (EN) Brad DeLong's Academic CV, su delong.typepad.com. URL consultato il 23 luglio 2021 (archiviato dall'url originale il 23 maggio 2021).:
- "Noise Trader Risk in Financial Markets" (Journal of Political Economy, 1990; co-authored with Andrei Shleifer, Lawrence Summers, and Robert Waldmann)
- "Equipment Investment and Economic Growth" (Quarterly Journal of Economics, May 1991; co-authored with Lawrence Summers)
- "In Defense of Mexico's Rescue" (Foreign Affairs, 1996; co-authored with Christopher DeLong and Sherman Robinson)
- "Princes and Merchants: European City Growth before the Industrial Revolution" (Journal of Law and Economics 1993; co-authored with Andrei Shleifer)
- "The Marshall Plan: History's Most Successful Structural Adjustment Programme" (in R. Dornbusch et al., eds., Postwar Economic Reconstruction and Lessons for the East, Cambridge: M.I.T., 1993; co-authored with Barry Eichengreen)
- "Between Meltdown and Moral Hazard: The International Monetary and Financial Policy of the Clinton Administration" (co-authored with Barry J. Eichengreen)
- "Review of Robert Skidelsky (2000), John Maynard Keynes, volume 3, Fighting for Britain" (Journal of Economic Literature, 2002)
- "The Triumph of Monetarism?" (Journal of Economic Perspectives, 2000)
- "Asset Returns and Economic Growth" (Brookings Papers on Economic Activity, 2005; co-authored with Dean Baker and Paul Krugman)
- "Productivity Growth in the 2000s"[collegamento interrotto] (NBER Macroeconomics Annual 2003)
- "The New Economy: Background, Questions, Speculations" Archiviato il 17 dicembre 2010 in Internet Archive. (Economic Policies for the Information Age, 2002; co-authored with Lawrence Summers)
- "Speculative Microeconomics for Tomorrow's Economy" (First Monday, 2000; co-authored with Michael Froomkin)
- "America's Peacetime Inflation" (in Reducing Inflation, 1998)
- "Keynesianism Pennsylvania-Avenue Style" (Journal of Economic Perspectives, 1996)
- "Productivity and Machinery Investment: A Long-Run Look, 1870-1980" (Journal of Economic History, June 1992)
- "The Stock Market Bubble of 1929: Evidence from Closed-End Funds" (Journal of Economic History, September 1991; co-authored with Andrei Shleifer)